# Džuanšu
Džuanšu (poenostavljeno kitajsko: 颛顼; tradicionalno kitajsko: 顓頊; pinjin: Zhuānxū), znan tudi kot Gao Jang (tradicionalna kitajščina: 高陽; poenostavljena kitajščina: 高阳; pinjin: Gāoyáng), mitološki cesar starodavne Kitajske.
Vnuk od Rumenega Cesarja, Džuanšu je vodil klan Ši v boj proti vzhodnim migracijam v današnji provinci Šandong, kjer je utrdil svoje plemenske vplive. Pri dvajsetih letih je postal njihov vladar, vladal je do svojih 78 let, v katerem letu je tudi umrl.
Naredil je prispevke za enotni koledar, astrologijo, reforme nasprotoval šamanizmu, potrdil patriarhni sistem (v nasprotju s prejšnjim matriarhnim) in prepovedal dogovorjene poroke. Džuanšuja imajo mnogi za enega od petih cesarjev.
Džuanšuja je nasledil sin njegovega bratranca, Ku.